# Wilhelm Kerp
Wilhelm Kerp (* 11. Februar 1866 in Großwerther; † 20. Januar 1953 in Honnef) war ein deutscher Chemiker und Hygieniker.

## Leben

### Herkunft und Ausbildung
Er kam 1866 als Sohn des Regierungs-Baumeisters Wilhelm Kerp und dessen Ehefrau Wilhelmine Schnass im Dorf Großwerther zur Welt, das damals zur preußischen Provinz Sachsen gehörte, und war altkatholischen Glaubens. Zunächst erhielt er Hausunterricht und wurde dann in die siebte Klasse der Sophien-Realschule in Berlin eingeschult. Infolge der durch den Beruf des Vaters bedingten häufigen Umzüge der Familie besuchte er auch Gymnasien in Heidelberg, Liegnitz, Köln, Essen und schließlich das Königliche Gymnasium in Düsseldorf. Dort belegte er als Berufswahlfach Bergbau und legte zu Ostern 1886 sein Abitur ab, wobei er von der mündlichen Prüfung befreit war.
Zum Herbst 1886 immatrikulierte er sich für ein Studium der Chemie an der Technischen Hochschule in Charlottenburg, wechselte dann Ostern 1888 für Naturwissenschaften an die Friedrich-Wilhelms-Universität in Berlin und letztlich wenige Monate später im Herbst 1888 an die Rheinische Friedrich-Wilhelms-Universität in Bonn. Zu seinen Professoren an diesen drei Standorten zählten unter anderem Emil du Bois-Reymond in Physiologie, Heinrich Hertz, Eduard Ketteler und Adolph Paalzow in Physik, Julius Hirschwald und Hugo Laspeyres in Mineralogie sowie Richard Anschütz, Siegmund Gabriel, August Kekulé, Hans Heinrich Landolt, Carl Liebermann, Friedrich Rüdorff, Otto Wallach in Chemie. In Bonn wurde er 1890 – betreut von den Doktorvätern Kekulé und Anschütz – mit der Dissertation Beiträge zur Kenntniss der asymmetrischen Dimethylbernsteinsäure, des Mesitenlactons und der Isodehydracetsäure zum Dr. phil. promoviert.

### Berufliche Karriere
Kerp fand seinen Einstieg ins Berufsleben nach Studienabschluss als Assistent an seiner Bonner Alma Mater. Er wechselte 1893 als Assistent an die Georg-August-Universität in Göttingen, wo er sich 1895 in Chemie habilitierte und infolgedessen zum Privatdozenten ernannt wurde. Im Jahr 1898 wechselte er als Assistent unter Georg Rörig an die neu gegründete biologische Abteilung für Land- und Forstwirtschaft des Kaiserlichen Gesundheitsamtes in Berlin. Dort stieg er zunächst zum Regierungsrat auf und wurde 1905 – unter gleichzeitiger Verleihung des Titels Geheimer Regierungsrat – zum Direktor der chemisch-hygienischen Abteilung ernannt. Dieses Amt bekleidete er bis zu seinem Eintritt in den Ruhestand 1933.

## Auszeichnungen
- 1923: Ehrendoktor für Ingenieurwissenschaften (Dr.-Ing. h. c.) an der Technischen Hochschule Braunschweig („in Anerkennung seiner erfolgreichen Forschungen auf dem Gebiet der angewandten Chemie und Hygiene“)[6]
- 1926: Ehrendoktor für Medizin (Dr. med. h. c.) an der Ludwig-Maximilians-Universität München („für die Redaktion des Deutschen Arzneibuches“)[7]

## Publikationen (Auswahl)
- Beiträge zur Kenntniss der asymmetrischen Dimethylbernsteinsäure, des Mesitenlactons und der Isodehydracetsäure. Dissertation, Druck bei Peter Neusser, Bonn, 1890, 67 Seiten.
- Zur Kenntnis der Amalgame. I. Abhandlung. In: Zeitschrift für anorganische Chemie. Band 17, 1898, Seiten 284–309.
- mit Karl Unger: Ueber einige substituirte Amide der Oxalsäure. In: Berichte der Deutschen Chemischen Gesellschaft. Band 30, Heft 1, 1897, Seiten 579–585.
- mit Karl Unger: Ueber das Semioxamazid. In: Berichte der Deutschen Chemischen Gesellschaft. Band 30, Heft 1, 1897, Seiten 585–593.
- Ueber eine Umwandlung von Nitriten in Cyanide. In: Berichte der Deutschen Chemischen Gesellschaft. Band 30, Heft 1, 1897, Seiten 610–612.
- Ueber substituirte Aminsäuren und Imide der asymmetrischen Dimethylbernsteinsäure. In: Berichte der Deutschen Chemischen Gesellschaft. Band 30, Heft 1, 1897, Seiten 613–617.
- mit Richard Anschütz, Paul Bendix: Beiträge zur Kenntniss des Mesitenlactons und der Isodehydracetsäure. In: Justus Liebigs Annalen der Chemie. Band 259, Heft 2/3, 1890, Seiten 148–186.
- Zur Kenntniss der Einwirkung von Ammoniak auf das Mesitenlacton und seine Derivate. In: Justus Liebigs Annalen der Chemie. Band 274, Heft 3, 1893, Seiten 267–284.
- Zur Kenntniss des Kampherphorons, des Isophorons und des Mesityloxyds; erste Abhandlung. In: Justus Liebigs Annalen der Chemie. Band 290, Heft 2, 1896, Seiten 123–152.
- mit Friedrich Müller: Zur Kenntniss des Kampherphorons, des Isophorons und des Mesityloxyds; zweite Abhandlung. In: Justus Liebigs Annalen der Chemie. Band 299, Heft 2, 1898, Seiten 193–235.